# Groznij (hajó)
A  Groznij (oroszul: Грозный) a Szovjet Haditengerészet 58-as tervszámú (NATO-kódja: Kyndal-class) rakétás cirkálója volt, amelyet 1962-ben állítottak szolgálatba. Eredetileg korvettként építették, de később rakétás cirkálóvá minősítették át. Kezdetben az Északi Flotta, később a Fekete-tengeri Flotta, majd szolgálatának utolsó időszakában a Balti Flotta állományában üzemelt. 1991 nyarán vonták ki a flotta hadrendjéből, 1992-1993-ban szétbontották.

## Története
A Szovjetunió első, hajók elleni rakétafegyverzettel felszerelt cirkáló-sorozatának, az 58-as tervszámú hajóknak az első példánya volt. A hajó tervezése 1957-ben kezdődött el a leningrádi CKB–53 tervezőirodában. Ezzel párhuzamosan folyt a hajóra szánt M–1 Volna légvédelmirakéta-rendszer (az SZ–125 hajófedélzeti változata) és a P–35 hajók elleni robotrepülőgép fejlesztése. Építése 1960. február 23-án kezdődött a leningrádi Zsdanov Hajógyárban. 1961. március 26-án bocsátották vízre, majd 1962. december 30-án állították szolgálatba az Északi Flottánál Groznij néven, honi kikötője Szeverodvinszk volt. (Groznij névvel a Cári Haditengerészet az 1800-as évek közepén üzemeltetett egy lapátkerekes gőzhajót, majd 1904-ben ugyanilyen névvel szolgálatba állítottak egy rombolót, amelyet 1925-ben vontak ki.)   Még szolgálatba állítása előtt, 1962. július 22-én személyes Nyikita Hruscsov pártfőtitkár is meglátogatta. 1965. július 25-én a hajó részt vett Leningrádban a Flotta Napja alkalmából a Néván tartott katonai parádén, a szélesebb közvélemény ekkor láthatta először a Groznij cirkálót.
1966 szeptemberétől a Fekete-tengeri Flottához osztották be, honi kikötője Szevasztopol lett. A Fekete-tengeri Flotta állományában több Földközi-tengeri bevetésen vett részt, amelyek során az amerikai és NATO-kötelékek és repülőgép-hordozó csoportok megfigyelése volt a feladata.
1976–1982 között a hajó nagyjavításon tartózkodott Szevasztopolban a Szevmorzavod hajójavító üzemben. Az 1982-es libanoni háború idején június 11. és szeptember 15. között szovjet flottakötelék tagjaként Szíria partjainál tartózkodott és a szíriai fegyveres erőket támogatta. 1984-től a Balti Flotta állományába osztották be. Ebben az időszakban a hajó honi kikötője a Kalinyingrádi területen található Baltyijszk volt. 1985–1986 között ismét a Földközi-tengeren tevékenykedett.
1989-től időszakos javítás miatt a lettországi Liepājában horgonyzott a 29. hajógyárnál. A munka lassan haladt és a Szovjetunió széteséséig be sem fejeződött. Ez idő alatt a hajót Kalinyingrádba akarták vontatni, de a helyi lett hatóságok ezt megtiltották. Így Liepāja volt az utolsó állomáshelye, a hajót itt érte a szolgálatból történő kivonás 1991. július 9-én. Az üzemen kívüli hajót fémtolvajok fosztogatták, 1993-ban pedig ismeretlen okból elsüllyedt a kikötőben. Később kiemelték és Lettország fémhulladékként értékesítette.

## Parancsnokok
- Vlagyimir Alekszandrovics Lapenkov (1960. július – 1963. december)
- Vlagyimir Nyikolajevics Borontov (1963. December – 1967. október)
- Alekszandr Petrovics Usakov (1967. október – 1969. október)
- Nyikolaj Ivanovics Rjabinszkij (1969. október – 1972. október)
- Volin Alekszandrovics Kornyejcsuk (1972. október – 1976. július)
- Vlagyimir Dmitrijevics Kiszeljov (1976. július – 1984. május)
- Mihail Fjodorovics Pincsuk (1984. május – 1987. augusztus)
- Alekszandr Ivanovics Csobityko (1987. augusztus – 1990. augusztus)
- Nyikolaj Nyikolajevics Mihajlov (1990. augusztus – 1991. június)
- Leonyid Leonyidovics Sinkarevics (1991. június – 1992. május)